# Bourgneuf, Savoie
Bourgneuf là một xã thuộc tỉnh Savoie trong vùng Rhône-Alpes ở đông nam nước Pháp. Xã này nằm ở khu vực có độ cao từ 286-656 mét trên mực nước biển.